# إميليو دي بياسي
كوستابيل إميليو دي بياسي (29 مايو 1939 - 27 سبتمبر من 2020)، هو ممثل ومخرج برازيلي. ولد وتوفي بمدينة ساو باولو.